# Ромуланці

Стилізована версія логотипу імперії Ромулан у рекламних матеріалах до фільму Star Trek: Nemesis, зображає хижого птаха, що тримає в пазурах планети-близнюки Ромул та Рем.

Ромуланці (англ. Romulan) — вигадана цивілізація гуманоїдів у всесвіті науково-фантастичної франшизи «Зоряний шлях», раса, що веде своє походження від іншої вигаданої цивілізації з цього ж серіалу — вулканців. Характеризуються запальністю, хитрістю і опортунізмом і є протилежністю стриманим вулканцям. Є домінантною і державотворчою расою в Ромуланській Зоряній імперії. Твори за «Зоряним шляхом» вказують місцем їх проживання бета-квадрант галактики Чумацький Шлях.
Вперше ромуланці фігурували в оригінальному серіалі в серії «Рівновага страху» (англ. Balance of Terror) в 1966 році, з того часу з'являючись у всіх основних творах культури, пов'язаних з всесвітом «Зоряного шляху», в основному як антагоністи Федерації (і вулканців зокрема).
Ромуланці були створені сценаристом Полом Шнайдером, який зазначив, що «…мова йшла про створення гарного набору чудових римських антагоністів… римської цивілізації, яка розширилася до космічних меж..».

## Фізіологія
Походячи від вулканців, ромуланці мають подібну зовнішність і внутрішню будову. Водночас у ромуланців розвинулися фізіологічні особливості, зокрема V-подібний наріст на лобі. Також у них відсутні телепатичні здібності. Ромуланці здатні до схрещування з людьми та клінгонами.

## Історія та культура
Ромуланці походять з планети Вулкан, але не приймають типової для вулканців відмови від емоцій. Після пацифістських реформ філософа Сурака в IV ст. частина вулканців, очолена С'таском, покинула Вулкан. Колонізуючи інші планети, вона врешті осіла в системі з двома придатними для життя планетами — Ч'Ріхан і Ч'Хавран (пізніше названі людьми Ромул і Рем). Ромуланці не відмовлялися від емоцій, як вулканці, та зберегли притаманні предками войовничість і підступність.
Верховним органом влади ромуланців є Сенат. Суспільство поділене на касти, згідно занять. Ромуланці шанують честь і військову доблесть, та переконані у своєму верховенстві над іншими цивілізаціями. В них практикується рабство як для фізичної праці, так і участі у військових діях. Зокрема корінні жителі Рема, ремани, були поневолені ромуланцями. Серед самих ромуланців, попри ієрархію каст, панує рівноправність.
Культура ромуланців заснована на постійному втаємниченні та приховуванні справжніх намірів. Так, у їхніх будинках традиційно є два входи, з яких парадний завжди фальшивий, а справжній знаходиться з іншого боку. Військова стратегія ромуланців тяжіє до маскування, диверсійних операцій та маніпулювання іншими цивілізаціями. Вони не розробляють штучного інтелекту та перешкоджають його розробці іншими.
Уперше Федерація зустрілася з ромуланцями в 2156 році та виграла війну з ними. В той же час ні люди, ні навіть вулканці, не стикалися з ромуланцями безпосередньо, а лише у битвах флотів. Тому ніхто не здогадувався, що вороги є нащадками вулканців. За результатами війни було створено Ромуланську нейтральну Зону між Імперією та Федерацією, а дві держави лишилися у стані холодної війни. В 2260 ромуланці перебували в союзі з клінгонами. В 2311 між ними й Федерацією було укладено мир і ромуланці перейшли до ізоляціонізму. Вторгнення борґів у 2364 поклало край цій політиці. В 2371 ромуланці воювали проти кардассіанців, які стали на бік Домініону.
У 2380-х роках зоря Ромула стала перетворюватися на наднову. Це загрожувало не лише зруйнувати обидві планети, вибух зорі міг з часом знищити все життя в галактиці. Об'єднана Федерація Планет організувала рятувальну місію аби евакуювати ромуланців. Однак, її було скасовано з огляду на те, що ромуланці лишалися ворогами Федерації. У 2385 евакуаційний флот знищили повсталі на Марсі синтети. Зрештою зоря вибухнула у 2387, лише невелика частина ромуланців змогла евакуюватися власними силами. Подальше розширення наднової було зупинено силами Федерації шляхом створення штучної чорної діри. Ця подія утворила альтернативну гілку історії, що призвела до руйнування в минулому Вулкана. В оригінальній історії вціліли ромуланці заснували Ромуланську Вільну Державу.